# Мало Преспанско језеро
Мало Преспанско језеро је језеро на граници између Грчке и Албаније, које лежи јужно од већег Преспанског језера, од кога га дели само мала превлака. Велики део језера припада Грчкој, а мањи Албанији.

## Географија
Мало Преспанско језеро лежи у Преспанској котлини поред града Лерина, већим делом се налази у Грчкој (43,5 км²) а мањим у Албанији (3,9 км²). Слив језера је 189 км², од тога је 138 км² у Грчкој, те 51 км² у Албанији. Мало Преспанско језеро је део парка природе Преспа, заједно са већим Преспанским језером. Парк се простире на 2.000 км² у три државе, заједнички су га основале владе Републике Македоније, Грчке и Албаније.
Језеро лежи на надморској висини од 853 м и окружено је високим планинама, веће северно Преспанско језеро лежи 4 метра ниже (849 м). Има површину од 45,39 км², дуго је 10,6, и широко 6,6 км. Просечна дубина језера је 6,7 м, а максимална 7,7 м. Летња температура воде креће се од 21 °C до максимално 28 °C, зими се језеро често заледи. На Малом Преспанском језеру постоје два острва Свети Ахил (или Свети Ахилеј) и Видринец. На острву Свети Ахил је цар Самуило у 10. веку подигао утврђење и цркву Светог Ахила из Ларисе. Остаци цркве која је дограђивана у каснијим временима видљиви су и данас.

## Хидролошке карактеристике
Језеро добија воде од неколико водотока, највећи је Палиорема или Агиос Германос (Стара река) који је 1936. скренут према Преспанском језеру. Након тога прокопан је канал са уставом, који повезује два језера. Кад је 1953. исушено језеро Малик код Корче у Албанији, прокопан је канал на албанској страни до реке Девол за наводњавање поља код Корче. Као резултат тога, данас је јужни део језера прилично загађен ерозивним материјалом који наноси река Девол, и сав је обрастао у трску. Воде из Малог Преспанског језера већином отичу преко канала у Преспанско језеро, а одатле подземним каналима у Охридско језеро, тако да се воде језера обнављају сваке 3,4 године.

## Флора и фауна
Мало Преспанско језеро заједно са Преспанским језером формира јединствени екосистем. Уз језера и околна блата живе видре (Лутра лутра) две врсте корњача, 9 врста гуштера и 10 врста змија. Језеро нема пуно врсти риба, али има пуно зооплактона. Једно је од најважнијих станишта за гњежђење пеликана, од обичних до белоглавих. Данас у Парку природе Преспа живи 1000 парова белоглавих пеликана, што је највећи број у Европи.